# ميرسر (شركة استشارية)
ميرسر هي شركة أمريكية لإدارة الأصول، واستثمارات الأعمال، والاستشارات الهندسية. وهي أكبر شركة لإدارة الأصول الخارجية في العالم، مع أكثر من 300 مليار دولار أمريكي من الأصول الخاضعة للإدارة و15 تريليون دولار أمريكي تحت المشورة إجمالًا. يقع المقر الرئيس للشركة في مدينة نيويورك، وتعمل الشركة في أكثر من 130 دولة، منها بعض الدول العربية، كالسعودية والإمارات، وهي أكبر مزود لكبار مسؤولي الاستثمار الخارجيين. وشركة ميرسر اليوم، تُعد شركة تابعة لشركة الخدمات المهنية العالمية مارش مكلينان.

## التاريخ

### التأسيس والسنوات الأولى (1937-1959)
أسس وليم مانسون ميرسر شركة وليم م. مانسون المحدودة، في فانكوفر بكندا عام 1945. استحوذَت عليها شركة مارش ماكلنان، ودُمج قسم استحقاقات الموظفين في عام 1959.

### نمو ما بعد الاستحواذ (1959-2002)

#### مجموعة ميرسر الاستشارية
في عام 1975، أقدم مارش ماكلنان، على تحويل عمليات الاستحقاقات إلى شركة وليام م. ميرسر المدمجة والتابعة والمملوكة بالكامل له، في عام 1992، أُنشئَت شركة قابضة لأعمال الاستشارات العالمية الثلاثة لمارش ماكلنان، والمعروفة باسم مجموعة ميرسر الاستشارية. واصلت شركة وليم م. ميرسر تقديم الاستشارات الأكتوارية، ومزايا الموظفين داخل المجموعة، إلى جانب شركتين شقيقتين هما: ميرسر للاستشارات الادارية وشركاء البحوث الاقتصادية الوطنية المدمجة، واللتان قدَّمتا استشارات إستراتيجية للشركات والاستشارات الاقتصادية، على التوالي.

#### ميرسر دلتا للاستشارات
في عام 2000، استحوذت مجموعة ميرسر للاستشارات على مجموعة دلتا للاستشارات، بسبب تطويرها التنظيمي وخبرتها في إدارة التغيير. وكانت تلك الشركة من تأسيس المُنظر التنظيمي ديفيد أ. نادلر في عام 1980، وقد عملت مجموعة دلتا للاستشارات على هيكلة فرق تنفيذية فعالة. وكان للشركة قائمة عملاء مؤثرة، بما في ذلك شركات مثل ثري إم، سيتي غروب، بروكتر وغامبل، نيويورك تايمز، زيروكس.
غُيِّر اسم الكيان الجديد إلى ميرسر دلتا للاستشارات، وحافظ على تخصصه في القيادة والتغيير التنظيمي. نمت المجموعة من خلال المزيد من عمليات الاستحواذ على الشركة الكندية جونستون سميث العالمية، والفرنسية إدارة التغيير الاستشاري، والإسبانية سي آر إم. كونكورد، والأمريكية سي دي آر العالمية. استطلع آراء مديري شركة الثروة 1000 (بالإنجليزية: Fortune 1000) سنويًّا، وراقبوا التطورات في إدارة الأعمال. على النقيض من الهيكل التنظيمي التقليدي، حيث تُحدَّد وحدات العمل داخل المؤسسة بوضوح، كانت ميرسر دلتا مؤيدًا لوحدات الأعمال المتوافقة استراتيجيًّا، والتي رُبطَت بمؤسسة أكبر يمكن أن تشارك معها القدرات عند الحاجة، وتعمل بشكل منفصل عن الوقت الذي كانت فيه لا تعمل.

### ميرسر لاستشارات الموارد البشرية (2002-2007)
في عام 2002، غيرت شركة وليم م. ميرسر اسمها إلى ميرسر لاستشارات الموارد البشرية.
في عام 2004، طوى مارش ماكلينان شركة بتنام للاستشارات المتعثرة التي حددت أعمالها المساهمة في خط ميرسر الخاص بها، واستحوذت على سينهري لتقنيات إدارة الموارد في هيوستن، بتكساس، وهي شركة لتكنولوجيا الموارد البشرية وخدمات التعهيد. في عام 2004 أيضًا، اعترف ميرسر بإعطاء مجلس إدارة بورصة نيويورك تقرير تعويض يحتوي على «سهو وعدم دقة» أدى إلى دفع 139.5 مليون دولار لرئيس مجلس إدارة بورصة نيويورك السابق ريتشارد جراسو. أُحضِرَت ميرسر لتقديم المشورة للبورصة بشأن عقد غراسو لعام 2003 وطُلِبَ مبلغ 139.5 مليون دولار. أعادت الاستشارات مبلغ 440 ألف دولار رسومًا جمعتها من بورصة نيويورك وقدمت المستندات الأساسية في الدعوى.
في عام 2005، قام مارش ماكلنان بفصل شركة ميرسر لاستشارات الموارد البشرية، عن مجموعة ميرسر الاستشارية. وأُعِيد تسمية الشركات الاستشارية الخمس التي بقيت في المجموعة باسم ميرسر للاستشارات المتخصصة.

## روابط خارجية
الموقع الرسمي